# .ws
.ws ist die länderspezifische Top-Level-Domain (ccTLD) von Samoa (bis 1997 offiziell Westsamoa). Sie existiert seit 14. Juli 1995 und wird von der ortsansässigen Computer Services Ltd. verwaltet. Das Unternehmen wiederum untersteht direkt dem Ministerium für Außenpolitik und Handel.

## Eigenschaften
Die Vergabe von Adressen findet ausschließlich auf zweiter Ebene statt, sie dürfen zwischen 4 und 63 Zeichen lang sein. Die Verwendung von Umlauten in einer .ws-Domain ist nicht möglich. Es gibt keine besonderen Beschränkungen bei der Vergabe, sodass jeder eine .ws-Adresse registrieren kann. Die Domain wird seit der Jahrtausendwende häufig gezielt als Abkürzung für Website vermarktet, obwohl eine solche Abkürzung völlig ungebräuchlich ist – dennoch wird diese Domain von Menschen aus aller Welt genutzt und ist weit verbreitet.
Neben den generischen Top-Level-Domains und zehn anderen ccTLDs stellt .ws eine der wenigen Adressen dar, für welche die WIPO zuständig ist. Das bedeutet, dass bei Streitigkeiten zwischen zwei Interessenten oder einem Inhaber und der Vergabestelle das internationale Schiedsgericht angerufen werden kann, was im Fall von .de nicht möglich wäre.

## Beschwerde
Im Zuge der Einführung neuer Top-Level-Domains protestierte die Regierung von Samoa bei der ICANN. Nach ihrer Ansicht könne die Endung .website leicht mit .ws verwechselt werden. Das US-amerikanische Unternehmen DotWebsite, das sich um die Zuteilung von .website beworben hat, stufte die Bedenken dagegen als vernachlässigbar ein.